# Lixus cardui
Larinus cardui là một loài bọ vòi voi được tìm thấy ở châu Âu
It was introduced in Australia to control scotch thistle Onopordum acanthium, an invasive weed.